# Espaço público de propriedade privada

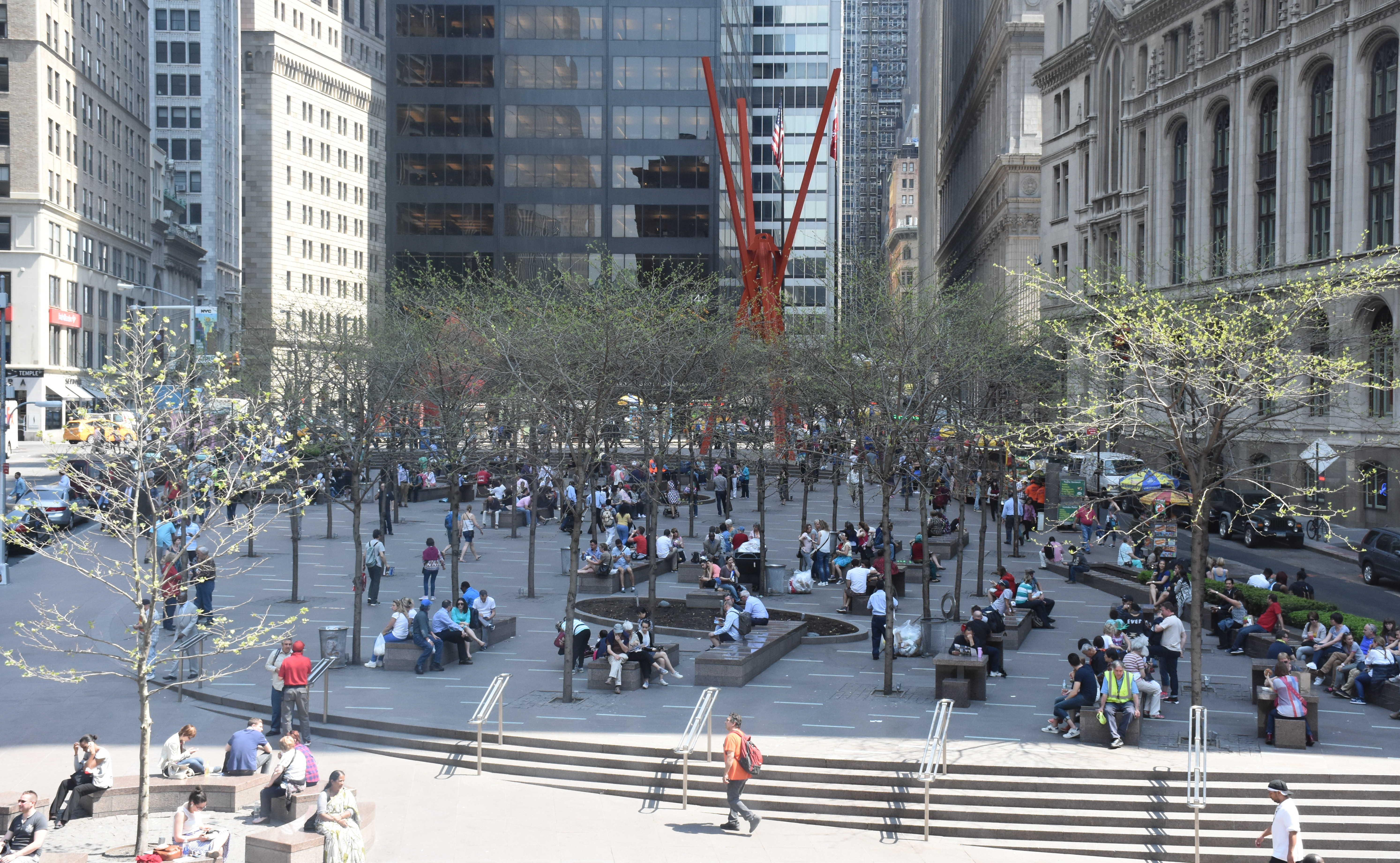
Zuccotti Park, Nova York - um espaço público de propriedade privada da Brookfield Properties.

Um Espaço público de propriedade privada, também referido por espaço privado de acesso público é um termo utilizado para se descrever um tipo de espaço aberto ao público mas que possui caráter de propiedade privada. Um exemplo comum de espaço público de propriedade privada são praças mantidas por edifícios comerciais e de escritórios.
O termo originário do inglês "Privately Owned Public Space" e sua sigla POPS, foram popularizados por Jerold S. Kayden  através de seu livro de "Privately Owned Public Space: The New York City Experience".

## Contexto

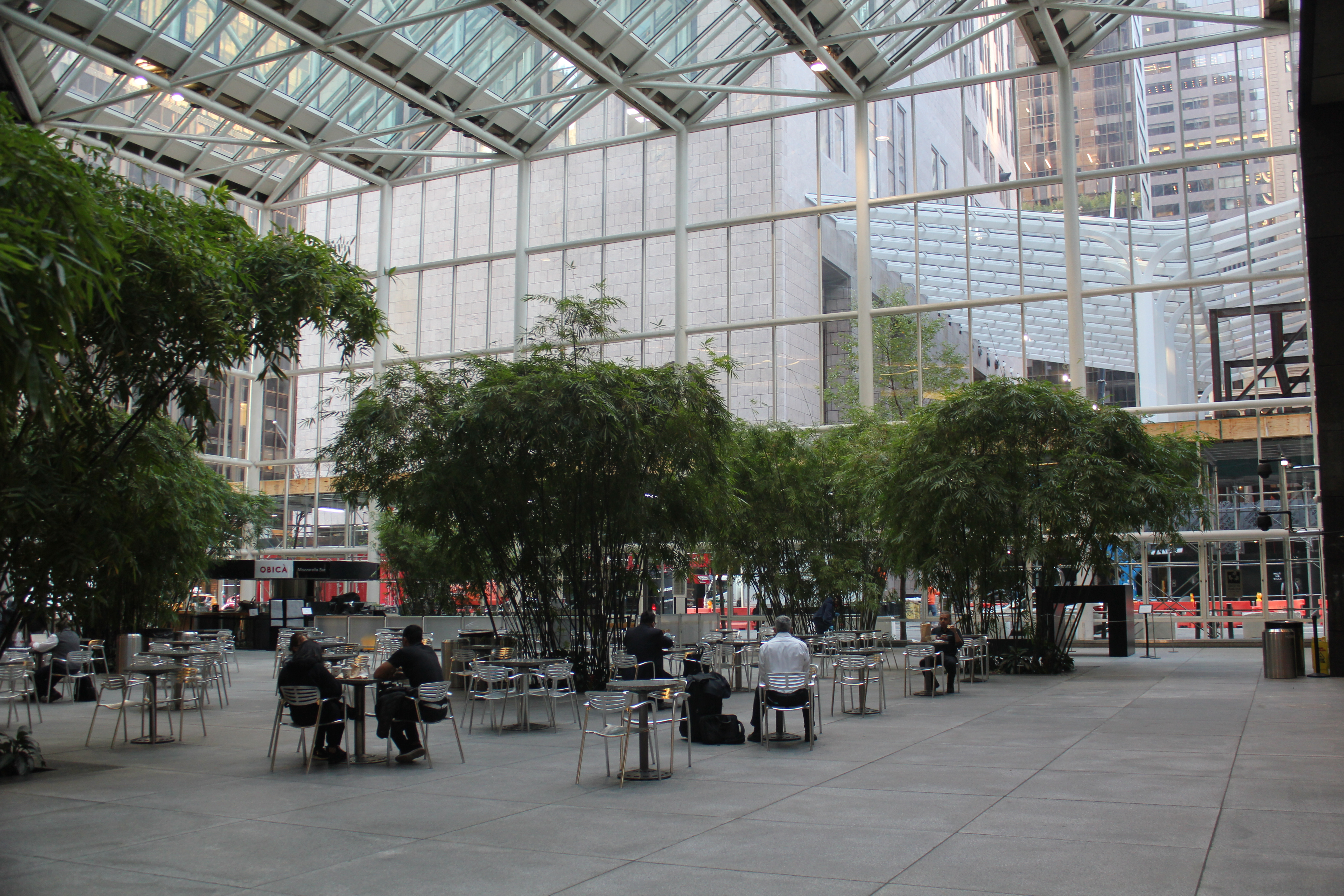
Átrio do edifício 590 Madison Avenue em Nova York, um dos mais famosos POPS da cidade de Nova York.

Sendo o resultado de acordos entre cidades e desenvolvedores imobiliários privados, nos quais as cidades concedem concessões de zoneamento valiosas em troca de espaços públicos dentro ou próximos aos edifícios. Esse modelo surgiu como uma estratégia de incentivo do poder público para criar áreas livres de uso público em propriedades privadas, com a manutenção feita pelo proprietário.
Esses espaços surgem da necessidade de áreas de lazer, descanso e fruição em áreas urbanas densamente povoadas, onde a disponibilidade de terrenos para praças e parques públicos é limitada. Os POPS oferecem benefícios tanto para o ambiente urbano quanto para os proprietários dos imóveis, devido aos incentivos oferecidos pelo poder público para sua criação. Esses incentivos podem incluir acréscimo de potencial construtivo, descontos em taxas ou contrapartidas onerosas, como a outorga onerosa do direito de construir, proporcional ao tamanho do espaço público oferecido.

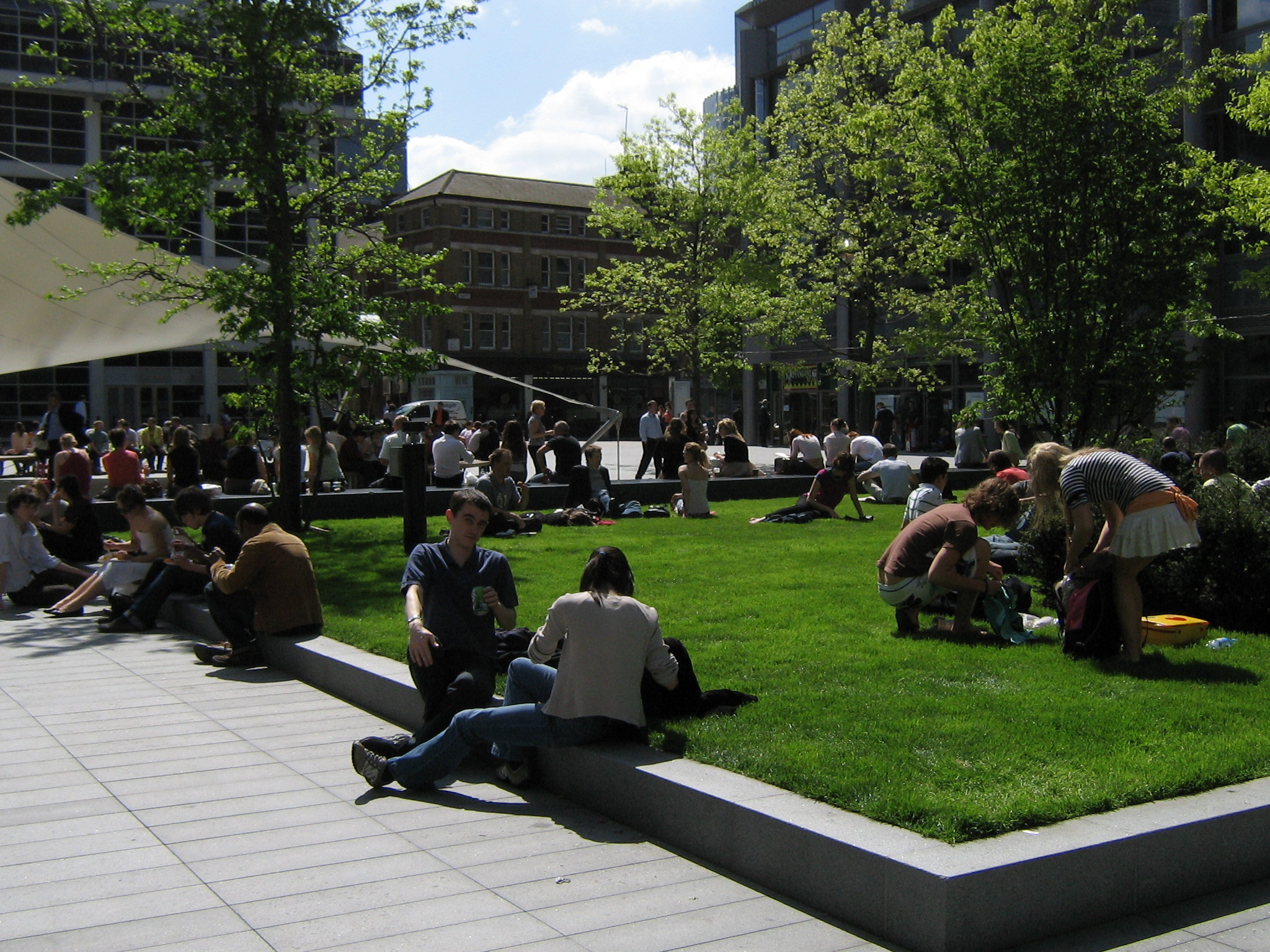
Bishops Square em Spitalfields, Londres é considerado um exemplo clássico de um espaço público de propriedade privada no contexto britânico

No ano de 1961, na cidade de Nova York, a aprovação da segunda lei do plano de desenvolvimento (portaria de zoneamento) deu origem ao que hoje é conhecido como "zoneamento de incentivo". Esse sistema concede aos construtores privilégios especiais caso eles escolham incorporar parte de suas propriedades privadas como espaços acessíveis ao público. Em troca desse compromisso, eles são autorizados a ultrapassar a área máxima estabelecida pelo código de construção em até 20%. Consequentemente, para cada dez pés quadrados (aprox. 0,93 m²) de espaço público criado, a cidade pode conceder a permissão para até cem pés quadrados (aprox. 9,3 m²) adicionais de área construída.
Entre 1961 e 2000, 503 espaços públicos de propriedade privada surgiram em ou perto de 320 edifícios na cidade de Nova York, praticamente todos localizados em Downtown, Midtown e no Upper East Side e West Side do distrito de Manhattan quartos não se aproximava do modelo da praça do edifício Seagream, que Mies van der Rohe criou inconscientemente. Em 1964, três anos depois de Nova York, o governo da cidade de Tóquio introduziu um sistema de incentivo semelhante para construtores privados. Um total de 506 edifícios com espaços públicos foram construídos entre 1970 e 2001.
Além de sua definição relativa no contexto dos EUA, a noção de espaços públicos de propriedade privada também pode ser aplicada a áreas como centro comerciais que são privados, mas abertos ao público.
Ao longo das últimas décadas, os POPS se espalharam por várias cidades ao redor do mundo, como Nova York, Londres, Hong Kong e São Paulo, sendo incorporados principalmente nas legislações urbanísticas de grandes cidades com centros urbanos densos. No entanto, as regulamentações variam e resultam em diferentes relações entre as esferas pública e privada, muitas vezes desafiando o caráter de fruição pública e irrestrita que está na essência desse instrumento.

## No Brasil

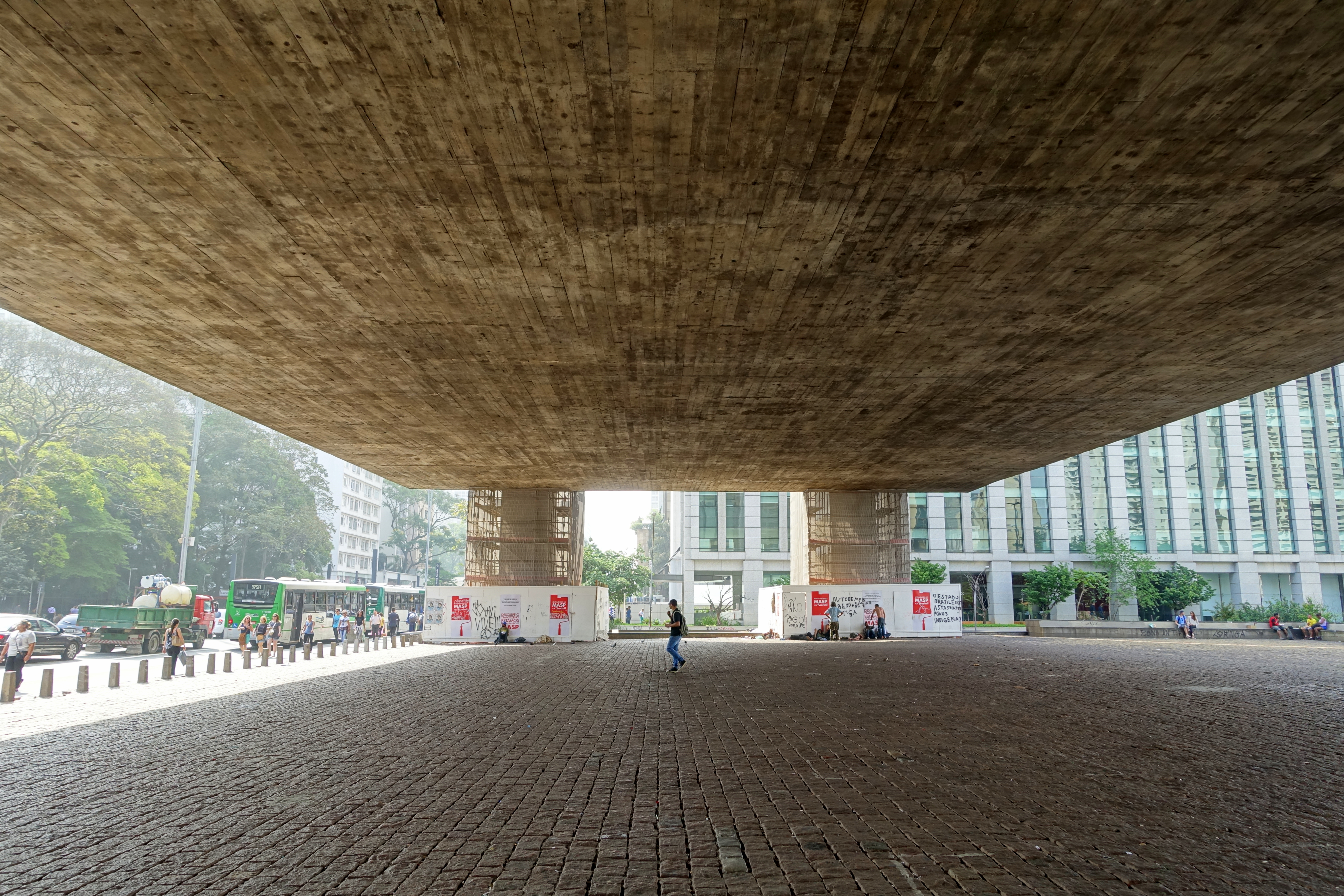
O vão livre do MASP é um exemplo pioneiro de espaço de fruição pública.

A adoção dos POPS no Brasil, influenciada pelas experiências internacionais, ganhou destaque a partir dos anos 2010. Apesar de existirem exemplos prévios, como o icônico vão livre do MASP em São Paulo, a regulamentação e a promoção dos POPS por meio de incentivos construtivos entraram de maneira mais substancial na legislação urbana brasileira recentemente.
Essa tendência tem sido notável no Brasil, onde foram criados os termos "espaço de fruição pública" adotado no Plano Diretores de São Paulo (2014) e do Rio de Janeiro (2021) e de "gentileza urbana" o e no Plano Diretor de Belo Horizonte (2019).
Diferentemente da abordagem de aumento do potencial construtivo de imóveis, observada em outros lugares, a estratégia adotada em São Paulo oferece incentivos na forma de descontos na outorga onerosa do direito de construir. Esses descontos correspondem à metade do potencial construtivo máximo relacionado à área de fruição pública oferecida.
É relevante destacar que essa estratégia não se aplica a toda a cidade, mas sim a áreas centrais e eixos de desenvolvimento urbano. Uma área mínima de 250 m² é estabelecida, e é crucial que esses locais permaneçam permanentemente acessíveis ao público, situados no nível do solo e diretamente conectados às calçadas sem obstruções. A inclusão de espaços de fruição pública é obrigatória para empreendimentos em terrenos com área superior a 5.000 m² e inferior a 40.000 m², devendo ocupar no mínimo 20% da área total do terreno.
Esses POPS representam uma abordagem mais ampla de estímulo ao diálogo entre os setores público e privado, promovendo a vitalidade urbana por meio de fachadas ativas, calçadas mais espaçosas e áreas permeáveis. No entanto, a implementação enfrenta desafios práticos, dada a falta de exemplos consolidados e a necessidade de uma estrutura de governança e fiscalização sólida. Apesar desses obstáculos, os POPS possuem um potencial significativo, especialmente nas metrópoles brasileiras, onde podem complementar os sistemas de espaços públicos existentes e introduzir novas formas de gestão e governança.
Para que os POPS alcancem seu máximo impacto nas cidades, é crucial estabelecer incentivos atrativos para a sua criação e preparar adequadamente os departamentos de planejamento urbano para avaliar e aprovar projetos dessa natureza, incluindo a avaliação da qualidade dos elementos como mobiliário, vegetação e infraestrutura. Além disso, garantir a natureza pública desses espaços requer a implementação de marcos legais sólidos, mecanismos transparentes de monitoramento e fiscalização, bem como punições para o descumprimento das diretrizes estabelecidas. Com essas medidas, pode-se assegurar uma relação equilibrada entre o interesse público e privado, levando a um desenvolvimento urbano mais harmonioso e inclusivo.